# AO Xanthi
Maillots
Le Athlitikos Omilos Xanthi (en grec moderne : Αθλητικός Όμιλος Ξάνθη), plus couramment abrégé en AO Xanthi, est un club grec de football fondé en 1967, et basé dans la ville de Xanthi.

## Histoire du club

### Historique
- 1967 : fondation du club après la fusion des clubs Aspida Xanthi (fondé en 1922) et Orfeas (fondé en 1903)
- 1989 : Montée en première division
- 1991 : La société Viamar (importateur de voitures Skoda) devient actionnaire majoritaire du club qui prend le nom de Skoda Xanthi FC
- 2002 : première participation à une Coupe d'Europe (C3, saison 2002/03)
- 2015 : Finaliste de la Coupe de Grèce
- 2016 : Fin de la coopération avec Viamar, le club reprend son ancien nom AO Xanthi

## Palmarès et statistiques

### Palmarès
| \| - Championnat de Grèce : - Meilleur classement : 4e en 2004-05. - Championnat de Grèce D2 (1) : - Champion : 1988-89. \| \| - Championnat de Grèce D3 (1) : - Champion : 1985-86 (Groupe Sud). - Coupe de Grèce : - Finaliste : 2014-15. \| |  | |
| - Championnat de Grèce : - Meilleur classement : 4e en 2004-05. - Championnat de Grèce D2 (1) : - Champion : 1988-89. |  | - Championnat de Grèce D3 (1) : - Champion : 1985-86 (Groupe Sud). - Coupe de Grèce : - Finaliste : 2014-15. |

## Personnalités du club

### Présidents du club
- Bill Papas

### Entraîneurs du club
Le tableau suivant présente la liste des entraîneurs du club depuis 1989.
| Rang | Nom                   | Période   |
| ---- | --------------------- | --------- |
| 1    | Tasos Anastasiadis    | 1989      |
| 2    | Giánnis Goúnaris      | 1989-1990 |
| 3    | Henk Houwaart         | 1990-1991 |
| 4    | Giánnis Goúnaris      | 1991-1992 |
| 5    | Vladimir Tamporski    | 1992      |
| 6    | Vassilis Daniil       | 1992-1993 |
| 7    | Giánnis Ispyrlidis    | 1993      |
| 8    | Nikos Alefantos       | 1993      |
| 9    | Giánnis Ispyrlidis    | 1993-1994 |
| 10   | Giánnis Goúnaris      | 1994      |
| 11   | Howard Kendall        | 1994      |
| 12   | Giánnis Ispyrlidis    | 1994      |
| 13   | Vladimir Tamporski    | 1994-1995 |
| 14   | Andreas Michalopoulos | 1995      |
| 15   | Vassilis Daniil       | 1995      |
| 16   | Giánnis Ispyrlidis    | 1995-1996 |
| 17   | Kurt Jara             | 1996-1997 |
| 18   | Giannis Matzourakis   | 1997-1999 |
| 19   | Vangelis Vlachos      | 2000      |
| 20   | Nikos Karageorgiou    | 2000      |

| Rang | Nom                   | Période   |
| ---- | --------------------- | --------- |
| 21   | Giorgos Foiros        | 2000      |
| 22   | Juan Ramón Rocha      | 2000-2001 |
| 23   | Nikos Karageorgiou    | 2001-2004 |
| 24   | Giannis Matzourakis   | 2004-2006 |
| 25   | Giánnis Ispyrlidis    | 2006      |
| 26   | Takis Lemonis         | 2006      |
| 27   | Savvas Kofidis        | 2006-2007 |
| 28   | Nikos Kehagias        | 2007      |
| 29   | Jørn Andersen         | 2007      |
| 30   | Nikos Kehagias        | 2007      |
| 31   | Emilio Ferrera        | 2007      |
| 32   | Nikos Kehagias        | 2007-2008 |
| 33   | Giannis Matzourakis   | 2008      |
| 34   | Georgios Paraschos    | 2008-2009 |
| 35   | Panagiotis Gkoutsidis | 2009      |
| 36   | Wolfgang Wolf         | 2009      |
| 37   | Giannis Matzourakis   | 2009-2010 |
| 38   | Nikos Kehagias        | 2010      |
| 39   | Georgios Paraschos    | 2010      |
| 40   | Nikos Papadopoulos    | 2010-2011 |

| Rang | Nom                | Période   |
| ---- | ------------------ | --------- |
| 41   | Marinos Ouzounidis | 2011-2012 |
| 42   | Nikos Kostenoglou  | 2012      |
| 43   | Marinos Ouzounidis | 2012-2013 |
| 44   | Nikos Karageorgiou | 2013      |
| 45   | Reiner Maurer      | 2013-2014 |
| 46   | Nikos Kehagias     | 2014      |
| 47   | Sakis Tsiolis      | 2014      |
| 48   | Nikos Nentidis     | 2014      |
| 49   | Răzvan Lucescu     | 2014-2017 |
| 50   | Milan Rastavac     | 2017-2019 |
| 51   | Kiko Ramírez       | 2019      |
| 52   | Georgios Paraschos | 2019-2020 |
| 53   | Tony Popović       | 2020-2021 |
| 54   | Babis Tennes       | 2021-     |

### Joueurs emblématiques
- Andréas Zíkos
- Paraskevás Ántzas
- Chrístos Patsatzóglou
- Vasílis Torosídis
- Stélios Venetídis
- Zísis Vrýzas
- Karim Soltani
- Emerson Moisés Costa
- Tomasz Radzinski
- Vladimír Janočko
- Arkadiusz Malarz
- Emmanuel Olisadebe
- Franck Grandel
- Tomasz Radzinski
- Christian Bekamenga
- Iouri Lodyguine

## Identité du club

### Changements de nom
- 1967-1991 : Athlitikos Omilos Xanthi (AO Xanthi)
- 1991-2016 : Skoda Xanthi Athlitikos Omilos (Skoda Xanthi AO)
- 2016- : Athlitikos Omilos Xanthi (AO Xanthi)

### Historique du logo

2001-2012
2012-2016